# Farmaci sclerosanti
Con il termine di Farmaci Sclerosanti o Sostanze Sclerosanti, o semplicemente Sclerosanti s’indica un insieme di sostanze farmacologiche, usate per via rigorosamente endovenosa, nel trattamento ambulatoriale delle varici, con scleroterapia, e dotate di un’azione lesiva locale e selettiva verso i vasi malati.
Le pareti delle vene, così trattate, vanno incontro a infiammazione e a successiva cicatrizzazione, che ne oblitererà o ne ridurrà il lume fino a sopprimere o ridurre il suo anormale sovraccarico di flusso ematico.

## Metodo
Lo sclerosante può esser iniettato non solo in forma liquida, ma anche in forma fisica di schiuma, che può essere realizzata estemporaneamente dall’operatore, poco prima di praticare l’iniezione stessa, miscelando il liquido con aria ambiente o con particolari gas.
La scelta del farmaco, delle sue quantità, delle sue concentrazioni, nonché della forma fisica, sono strettamente dipendenti dal tipo di vena, dal suo calibro, ma anche dalla tecnica impiegata. Infatti, la schiuma è usata per evitare che la concentrazione dello sclerosante possa ridursi, al punto da fargli perdere il suo potere lesivo. Ciò può avvenire quando il liquido sclerosante viene inoculato in vene dotate di un’alta portata di flusso, e che in corso di seduta non riescono ad essere svuotate di sangue, come invece è previsto nella tecnica cosiddetta della scleroterapia compressiva. Altrettanto, dicasi per l’uso di farmaci speciali (es Etanolo) destinati ad occludere delle malformazioni venose più o meno complesse, che richiedono particolari tecniche iniettive.
Attualmente il  TDS ed il Polidocanolo sono diffusamente usati e l'effetto isto-lesivo di entrambi, che si realizza per denaturazione delle proteine cellulari, è legato alla loro natura chimica di detergenti, ciò che li rende altresì trasformabili in schiuma, a differenza di tutti gli altri sclerosanti citati.
Altro gruppo di farmaci è quello dei disidratanti, giacché la loro azione lesiva consiste nella necrosi delle cellule endoteliali per disidratazione: indotta ora per effetto ipertonico (Salicilato Destrosio e Glucosio ipertonico) ora per azione citotossica diretta (Glicerina e Soluzioni Iodate).

## Storia
La prima sostanza usata nella storia della scleroterapia delle varici è stata il percloruro di ferro (Chassignac 1853), seguito poi negli anni da diversi farmaci: il salicilato di sodio (Sicard) ed il Glucosio ipertonico (Kausch) introdotti tra il primo e il secondo decennio del XX secolo, la glicerina (Jansion) nella terza, il tetradecil solfato di Sodio o TDS (Reinert) nella quarta, le soluzioni Iodate (Sigg) nella quinta, e poi solo dagli anni '60 il polidocanolo o Lauromacrogol 400 (Henschel ed Eichberger). Tuttavia oggi solo il TDS ed il polidocanolo sono diffusamente usati, essendo gli unici ufficialmente commercializzati in Europa.
L’introduzione della schiuma, ispirata ad una prima intuizione di Orbach del 1944, risale invece alla fine degli anni 90’ (Monfeux). Da tale epoca, oltre quella industriale  , diverse modalità della sua preparazione estemporanea sono state proposte; la più comune è quella di Tessari che prevede bolle di piccole dimensioni con un rapporto liquido/gas pari a 1/4 . Negli ultimi anni è stato proposto da diversi Autori l’uso integrativo dell’iniezione di schiuma nel contesto di chirurgia venosa ablativa sia open che endovascolare.